# 9994 Grotius
9994 Grotius là một tiểu hành tinh vành đai chính. Nó bay quanh Mặt Trời theo chu kỳ 4.15 năm.
Được phát hiện ngày 24 tháng 9 năm 1960 bởi C. J. van Houten và I. van Houten-Groeneveld ngày photographic plates made bởi T. Gehrels, Tên chỉ định của nó là 4028 P-L. It was later renamed 9994 Grotius, to honour Hugo Grotius.